# Luigi Mosca
Luigi Mosca (Napoli, 1775 – Napoli, 30 novembre 1824) è stato un compositore italiano.
Studiò musica dapprima al Conservatorio della Pietà dei Turchini e poi, come il fratello Giuseppe, al Conservatorio di Santa Maria di Loreto sotto l'insegnamento di Fedele Fenaroli. Qualche anno più tardi prese il posto di clavicembalista al teatro San Carlo nel quale seppe distinguersi per il suo talento. La sua attività operistica iniziò nel carnevale del 1797 con la rappresentazione de L'impresario burlato al Teatro Nuovo di Napoli.
In questo periodo strinse una profonda amicizia con Giovanni Paisiello, grazie al quale poco più tardi riuscì ad ottenere la nomina di Coadiutore della Reale Camera e Cappella Palatina (ossia vice maestro di cappella). Nel 1813, quando Nicola Antonio Zingarelli diventò unico direttore del Real Collegio di Musica, Mosca diventò primo insegnante di canto. Fu inoltre membro dell'Accademia delle Belle Arti di Napoli. Nel 1816 diresse il Requiem durante la messa funebre di Paisiello.

## Composizioni

### Opere liriche
Sono note 18 opere di Mosca; l'anno e la città si riferiscono alla prima rappresentazione.
- L'impresario burlato (opera buffa, libretto di F. Antonio Signoretti, 1797, Napoli)
- La sposa tra le imposture (opera buffa, libretto di F. Antonio Signoretti, 1798, Napoli)
- Un imbroglio ne porta un altro (opera buffa, libretto di Giuseppe Palomba, 1799, Napoli)
- Gli sposi in cimento (opera buffa, libretto di Francesco Saverio Zini, 1800, Napoli)
- L'omaggio sincero (opera buffa, libretto di Giuseppe Pagliuca, 1800, Napoli)
- Le stravaganze d'amore (opera buffa, libretto di Francesco Saverio Zini, 1800, Napoli)
- Gli amanti volubili (opera buffa, libretto di Jacopo Ferretti, 1801, Roma)
- L'amore per inganno (L'amoroso inganno; La cantatrice di spirito) (opera buffa, libretto di Giuseppe Palomba, 1801, Napoli)
- Il ritorno impensato (Il ritorno inaspettato) (opera buffa, libretto di Francesco Saverio Zini, 1802, Napoli)
- L'impostore ossia Il Marcotondo (opera buffa, libretto di Andrea Leone Tottola, 1802, Napoli)
- La vendetta femminina (opera buffa, 1803, Napoli)
- Gli zingari in fiera (opera buffa, 1806, Genova)
- I finti viaggiatori (opera buffa, libretto di Nicasio De Mase, 1807, Napoli)
- L'Italiana in Algeri (opera buffa, libretto di Angelo Anelli, 1808, Teatro alla Scala di Milano)
- La sposa a sorte (opera buffa, libretto di Giuseppe Palomba, 1810, Napoli)
- Il salto di Leucade (opera seria, libretto di Giovanni Schmidt, 1812, Teatro San Carlo di Napoli con Giacomo David e Michele Benedetti (basso))
- L'audacia delusa (opera buffa, libretto di Giuseppe Palomba, 1813, Napoli)
- Il bello piace a tutti